# Cameron Gordon
Cameron McAllan Gordon (né en 1945) est un mathématicien britannique qui travaille en topologie géométrique, notamment en théorie des nœuds. Il est professeur au département de mathématiques de l'université du Texas à Austin, titulaire d'une chaire Regents Foundation de la Fondation Sid W. Richardson.

## Recherche
Gordon a obtenu son doctorat en 1971 à l'Université de Cambridge sous la direction de John F. P. Hudson (Knots and Embeddings).
En 1987 il démontre, avec Marc Culler, John Edwin Luecke et Peter Shalen, le théorème de la chirurgie cyclique. Partant de là, lui et Luecke (son doctorant en 1985) démontrent que les nœuds sont déterminés par leur complément (  théorème de Gordon-Luecke)) : tout homéomorphisme entre deux compléments de nœuds dans la 3-sphère peut être étendu en un homéomorphisme de 3-sphères sur lui-même.
Il a participé à la résolution de la conjecture de Smith (formulée par Paul A. Smith). Avec Andrew Casson, il introduit les invariants de Casson-Gordon en théorie des nœuds et prouve des théorèmes fondamentaux sur les décompositions de Heegaard fortement irréductibles.
Il est Guggenheim Fellow en 1999, il était Sloan Fellow et est membre de la Royal Society of Edinburgh.

## Publications (sélection)
Éditeur
- Cameron Gordon et Robion Kirby (éditeurs), Four-Manifold Theory : (Proceedings of the AMS-IMS-SIAM Joint Summer Research Conference in the Mathematical Sciences on Four-manifold Theory), American Mathematical Society, coll. « Contemporary Mathematics » (no 35), 1984, vii +528 (zbMATH 0549.00018).
- Cameron Gordon, Yoav Moriah et Bronislaw Wajnryb (éditeurs), Geometric topology : Joint US-Israel workshop on geometric topology, June 10-16, 1992, Technion, Haifa, American Mathematical Society, coll. « Contemporary Mathematics » (no 164), 1994, xiv +246 (zbMATH 0794.00024).

Auteur
- avec Ying-Qing Wu, Toroidal Dehn fillings on hyperbolic 3-manifolds, coll. « Mem. Am. Math. Soc. » (no 909), 2008, 140 p. (zbMATH 1166.57014).
- avec John Luecke, « Non-integral toroidal Dehn surgeries », Comm. Anal. Geom., vol. 12, nos 1-2,‎ 2004, p. 417-485.
- « Boundary slopes of punctured tori in 3-manifolds », Trans. Amer. Math. Soc., vol. 350, no 5,‎ 1998, p. 1713-1790.
- avec John Luecke, « Reducible manifolds and Dehn surgery », Topology, vol. 35, no 2,‎ 1996, p. 385-409.
- « Dehn surgery on knots », Actes du Congrès international des mathématiciens, Kyoto, 1990, Math. Soc. Japon, Tokyo,, vol. I, II,‎ 1991, p. 631-642.
- avec John Luecke, « Knots are determined by their complements », J. Amer. Math. Soc., vol. 2, no 2,‎ 1989, p. 371-415.
- avec Andrew Casson, « Reducing Heegaard splittings », Topology Appl., vol. 27, no 3,‎ 1989, p. 275-283 (zbMATH 0632.57010).
- avec Marc Culler, John Luecke et Peter Shalen, « Dehn surgery on knots », Ann. of Math. (2), vol. 125, no 2,‎ 1987, p. 237-300.
- avec Andrew Casson, « Cobordism of classic knots », dans Lucien Guillou, Alexis Marin (éditeurs), A la recherche de la topologie perdue, Birkhäuser, coll. « Progress in Mathematics », 1986, xxiii + 244 (ISBN 0-8176-3329-4 et 3-7643-3329-4, SUDOC 028671481).
- avec Rick Litherland, « Incompressible planar surfaces in 3-manifolds », Topology Appl., vol. 18, nos 2-3,‎ 1984, p. 121-144.
- avec John Conway, « Knots and links in spatial graphs », J. Graph Theory, vol. 7, no 4,‎ 1983, p. 445-453.
- avec Andrew Casson, « On slice knots in dimension three », Proc. Symp. Pure Math., American Mathematical Society, vol. 32, no 2,‎ 1978, p. 39-53.
- avec Rick Litherland, « On the signature of a link », Invent. Math., vol. 47, no 1,‎ 1978, p. 53-69.